# Rugby em Portugal
A variante mais praticada de râguebi em Portugal é a de Quinze. A Federação Portuguesa de Rugby, fundada em 1957 na cidade de Lisboa, é a entidade máxima do rugby em Portugal.

## Competições nacionais
O campeonato português de seniores é constituído por três divisões em hierarquia: o "Campeonato Nacional - Divisão de Honra", "Campeonato Nacional da 1.ª Divisão" e o "Campeonato Nacional da 2.ª Divisão".

## Seleções Nacionais
Em 2007 foi possível assistir à estreia da Seleção Portuguesa de Rugby (também chamados "Os Lobos") no Campeonato Mundial de Râguebi, composta por jogadores amadores. "Os Lobos" perderam todos os jogos, tendo sofrido três derrotas nos três primeiros jogos, mas ficaram muito perto de vencer a Roménia no último jogo, e conseguiram marcar sempre um ensaio em cada desafio.
Já na variante de Sevens, a seleção portuguesa conseguiu 8 títulos europeus (Sevens Grand prix series): em 2002, 2003, 2004, 2005, 2006, 2008, 2010 e 2011.

## Clubes
Estes são os clubes presentemente federados.
| Clube                                                | Sede                          |
| ---------------------------------------------------- | ----------------------------- |
| Lobos de Leiria Rugby Footbal Club                   | Leiria                        |
| Abrantes Rugby Clube                                 | Abrantes                      |
| Rugby Clube da Bairrada                              | Anadia                        |
| Clube de Rugby de Arcos de Valdevez                  | Arcos de Valdevez             |
| AAU Aveiro                                           | Aveiro                        |
| Clube Desportivo de Beja                             | Beja                          |
| Belas Rugby Clube                                    | Belas (Sintra)                |
| Clube Rugby de Borba                                 | Borba                         |
| Escola de Rugby da Universidade do Minho             | Braga                         |
| Núcleo de Rugby do Instituto Politécnico de Bragança | Bragança                      |
| AA UTAD                                              | Vila Real                     |
| Râguebi de Viana                                     | Caminha                       |
| Escola Desportiva Limiana                            | Ponte de Lima                 |
| Guimarães Rugby Union Football Club                  | Guimarães                     |
| Clube de Rugby de Famalicão                          | Vila Nova de Famalicão        |
| Lousada Rugby Clube                                  | Lousada                       |
| Associação Desportiva de Penafiel                    | Penafiel                      |
| AAU Lusíada                                          | Maia                          |
| AEIS Maia                                            | Maia                          |
| Associação Prazer Jogar Rugby                        | Porto                         |
| Associação de Promoção Rugby Porto Old Greens        | Porto                         |
| CDUP                                                 | Porto                         |
| REISEP/REI                                           | Porto                         |
| Rugby Clube de Viseu                                 | Viseu                         |
| Rugby Clube de Tondela                               | Tondela                       |
| Grupo Desportivo Loriguense                          | Loriga (Seia)                 |
| Núcleo de Rugby da Lousã                             | Lousã                         |
| Rugby Clube da Lousã                                 | Lousã                         |
| Associação Académica de Coimbra                      | Coimbra                       |
| AEES Agrária Coimbra                                 | Coimbra                       |
| Rugby Clube de Coimbra                               | Coimbra                       |
| Atlético Clube Marinhense                            | Marinha Grande                |
| Associação Académica de Tomar                        | Tomar                         |
| Escolinha de Rugby de Peniche                        | Peniche                       |
| Rugby Clube de Peniche                               | Peniche                       |
| Caldas Rugby Clube                                   | Caldas da Rainha              |
| Caldas Sport Clube                                   | Caldas da Rainha              |
| Grupo Desportivo União Ericeirense                   | Ericeira (Mafra)              |
| Rugby Clube de Santarém                              | Santarém                      |
| ACEPDRA                                              | Mouriscas (Abrantes)          |
| Arsenal 72 Desporto Cultura                          | Mem Martins (Sintra)          |
| Associação Rugby da Linha                            | Cascais                       |
| Grupo Dramático e Sportivo de Cascais                | Cascais                       |
| Escolinha de Rugby da Galiza                         | São João do Estoril (Cascais) |
| St Julian's Rugby Club                               | Carcavelos (Cascais)          |
| GS Carcavelos                                        | Carcavelos (Cascais)          |
| Rugby Clube de Oeiras                                | Oeiras                        |
| Núcleo Sportinguista de Sacavém                      | Sacavém (Loures)              |
| Agronomia                                            | Lisboa                        |
| CDUL                                                 | Lisboa                        |
| CF Belenenses                                        | Lisboa                        |
| Clube de Rugby do Técnico (AEIST)                    | Lisboa                        |
| AEFM Veterinária                                     | Lisboa                        |
| Clube de Rugby São Miguel                            | Lisboa                        |
| GD Direito                                           | Lisboa                        |
| SL Benfica                                           | Lisboa                        |
| GDP Costa da Caparica                                | Caparica (Almada)             |
| AE FCT-UNL                                           | Monte da Caparica (Almada)    |
| GD Fabril                                            | Lavradio (Barreiro)           |
| Rugby Vila da Moita (RVM) / Beira-Mar FC Gaiense     | Moita                         |
| NRD Ídolos da Praça                                  | Setúbal                       |
| Vitória Futebol Clube                                | Setúbal                       |
| Scalipus Clube de Setúbal                            | Setúbal                       |
| Clube de Rugby União Portalegre                      | Portalegre                    |
| Rugby Clube Montemor                                 | Montemor-o-Novo               |
| Clube de Rugby de Évora                              | Évora                         |
| Rugby Estremoz Clube                                 | Estremoz                      |
| Rugby Clube de Elvas                                 | Elvas                         |
| Clube de Rugby de Juromenha                          | Juromenha (Alandroal)         |
| Clube de Futebol Esperança de Lagos                  | Lagos                         |
| AEU Algarve                                          | Faro                          |
| Rugby Clube de Loulé                                 | Loulé                         |
| Vilamoura XV Rugby Club                              | Vilamoura (Loulé)             |
| AAU Madeira                                          | Funchal                       |
| Clube de Futebol União                               | Funchal                       |
| Rugby Club Sports Madeira                            | Funchal                       |
| Clube de Futebol Caniçal                             | Machico                       |
| Braga Rugby                                          | Braga                         |
| Dark Horses Rugby by BJWHF Sports Club               | Lisboa                        |
| Sport Club do Porto                                  | Porto                         |
| Sporting Clube de Portugal                           | Lisboa                        |